# Onthophagus saudiensis
Onthophagus saudiensis là một loài bọ cánh cứng trong họ Bọ hung (Scarabaeidae).